# Guje Göland
Guje Göland, född 22 januari 1944 i Bredaryd, Jönköpings län, är en svensk tidigare landslagsspelare i handboll.

## Klubbkarriär
Under gymnasietiden i Värnamo var Guje Göland friidrottare i Wärnamo SK. Hon var löpare på korta distanser och kastare främst och har fortsatt klubbens rekord i diskus för flickor 19 år med 41,39 meter satt den 15 september 1963 i Värnamo. Hon stötte också kula men med blygsamt resultat.
Göland flyttade till Stockholm för studier och började spela handboll i klubben IK Bolton i Stockholm senast året 1966. Hon blev svensk mästare 1967 och 1968 med IK Bolton. 1970 gick flera spelare i Bolton samman med Kvinnliga SK Artemis i då nybildade Stockholmspolisens IF. Hon spelade sedan kvar i Stockholmspolisen till 1976. Hon var med då Stockholmspolisen förlorade en europacupmatch mot blivande segrarna Spartak Kiev den 27 november 1974 Göland blev svensk mästare med Stockholmspolisen 1974, 1975 och 1976.

## Landslagskarriär
Göland spelade 21 landskamper med 10 mål noterade (i statistiken anges bara 9 men enligt enskilda landskamperna 10 mål), under åren 1967 till 1972. Hon spelade inga ungdomslandskamper utan debuterade i A-landslaget 23 år gammal i en dubbellandskamp mot Norge i Oslo och Tønsberg. Sista landskampen spelade hon den 26 februari 1972 i Brönderslev mot Danmark, där Göland bara spelade i första landskampen av två men inte var med i returkampen dagen efter. Landslagskarriären framgår av tabellen över landskamper.
| Nr | Datum  | Motståndare  | Vinst, oavgjort eller förlust | Resultat (halvtid) | Mål av Guje Göland | Summa mål | Turnering                   |
| -- | ------ | ------------ | ----------------------------- | ------------------ | ------------------ | --------- | --------------------------- |
| 1  | 671028 | Norge        | Förlust                       | 6-7 (3-4)          | 1                  | 1         | Dubbellandskamp Oslo        |
| 2  | 671029 | Norge        | Förlust                       | 4-15 (2-7)         | 0                  |           | Dubbellandskamp Tønsberg    |
| 3  | 671117 | Norge        | Förlust                       | 5-7 (1-5)          | 0                  |           | NM Korsör                   |
| 4  | 671118 | Danmark      | Förlust                       | 6-11 (4-5)         | 0                  |           | NM Fugleberg                |
| 5  | 671119 | Island       | Vinst                         | 9-6 (4-4)          | 1                  | 2         | NM Naestved                 |
| 6  | 671119 | Finland      | Vinst                         | 16-6 (8-2)         | 1                  | 3         | NM Naestved                 |
| 7  | 680114 | Rumänien     | Förlust                       | 9-10 (4-4)         | 1                  | 4         | VM kval Fyrishallen Uppsala |
| 8  | 680203 | Danmark      | Förlust                       | 8-9 (4-6)          | 1                  | 5         | Dubbellandskamp Lidköping   |
| 9  | 680204 | Danmark      | Förlust                       | 4-8 (3-3)          | 0                  |           | Dubbellandskamp Falköping   |
| 10 | 680218 | Rumänien     | Förlust                       | 8-16 (3-9)         | 0                  |           | VM kval Bukarest            |
| 11 | 701106 | Danmark      | Förlust                       | 7-13 (4-7)         | 0                  |           | NM Rygge Norge              |
| 12 | 701106 | Norge        | Förlust                       | 3-13 (2-8)         | 0                  |           | NM Moss Norge               |
| 13 | 701107 | Island       | Vinst                         | 10-9 (5-2)         | 0                  |           | NM Rugge Norge              |
| 14 | 701107 | Finland      | Vinst                         | 16-6 (9-1)         | 3                  | 8         | NM Sarpsborg Norge          |
| 15 | 701212 | Polen        | Förlust                       | 5-14 (1-5)         | 0                  |           | Dubbellandskamp Karlskrona  |
| 16 | 701213 | Polen        | Oavgjort                      | 9-9 (6-4)          | 0                  |           | Dubbellandskamp Eslöv       |
| 17 | 710423 | Västtyskland | Förlust                       | 4-12 (4-8)         | 0                  |           | VM kval Hamburg             |
| 18 | 710425 | Västtyskland | Förlust                       | 8-14 (4-10)        | 0                  |           | VM kval Lüneburg            |
| 19 | 711113 | Norge        | Förlust                       | 9-13 (2-6)         | 2                  | 10        | Dubbellandskamp Tyresö      |
| 20 | 711114 | Norge        | Förlust                       | 8-11 (3-7)         | 0                  |           | Dubbellandskamp Oxelösund   |
| 21 | 720226 | Danmark      | Förlust                       | 7-15 (3-6)         | 0                  |           | Dubbellandskamp Brönderslev |

## Privatliv
Guje Göland utbildade sig till idrottslärare och sjukgymnast och har efter handbollskarriären varit verksam i Göteborg. Hon är fortfarande aktiv som folkbildare på Kvinnofolkhögskolan i Göteborg där hon nu sysslar med slöjd.